# Hopfensee

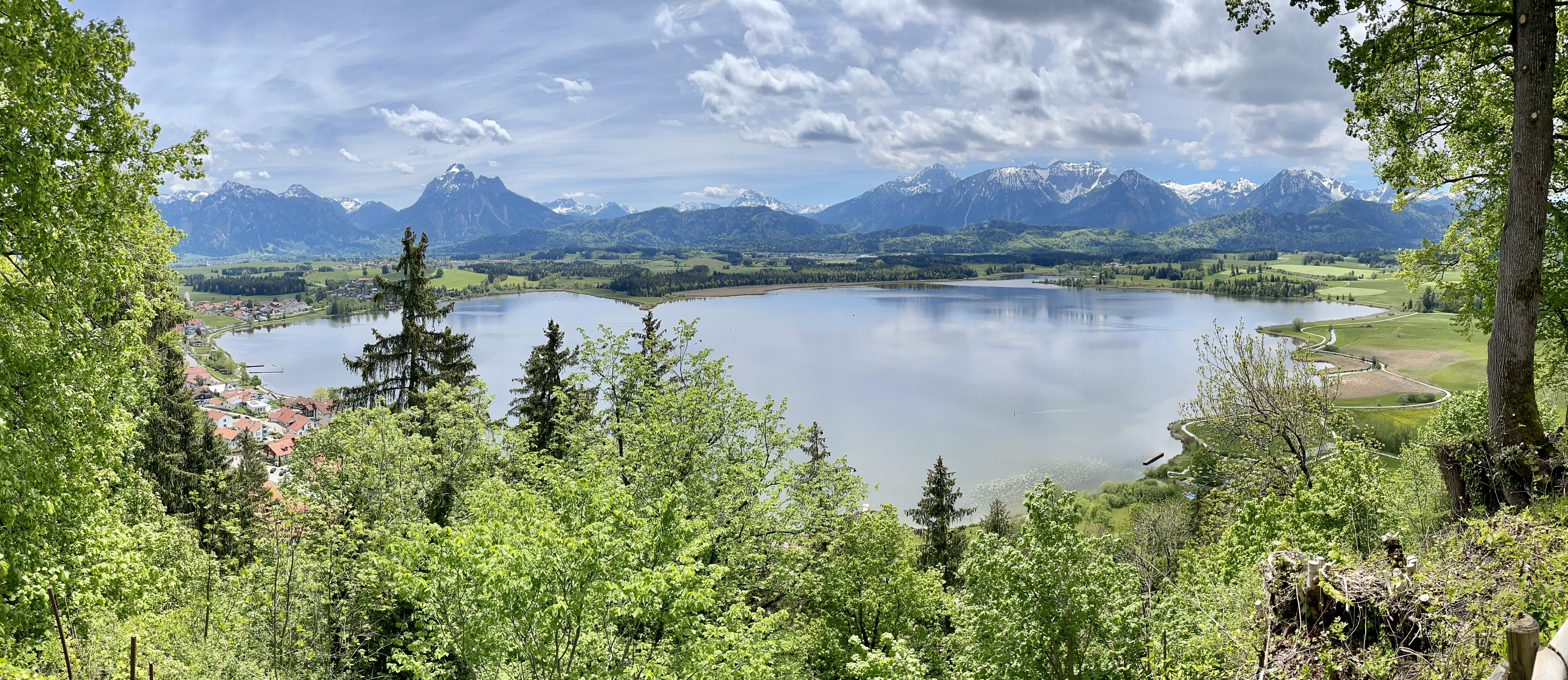
Nördlicher Blick auf den Hopfensee

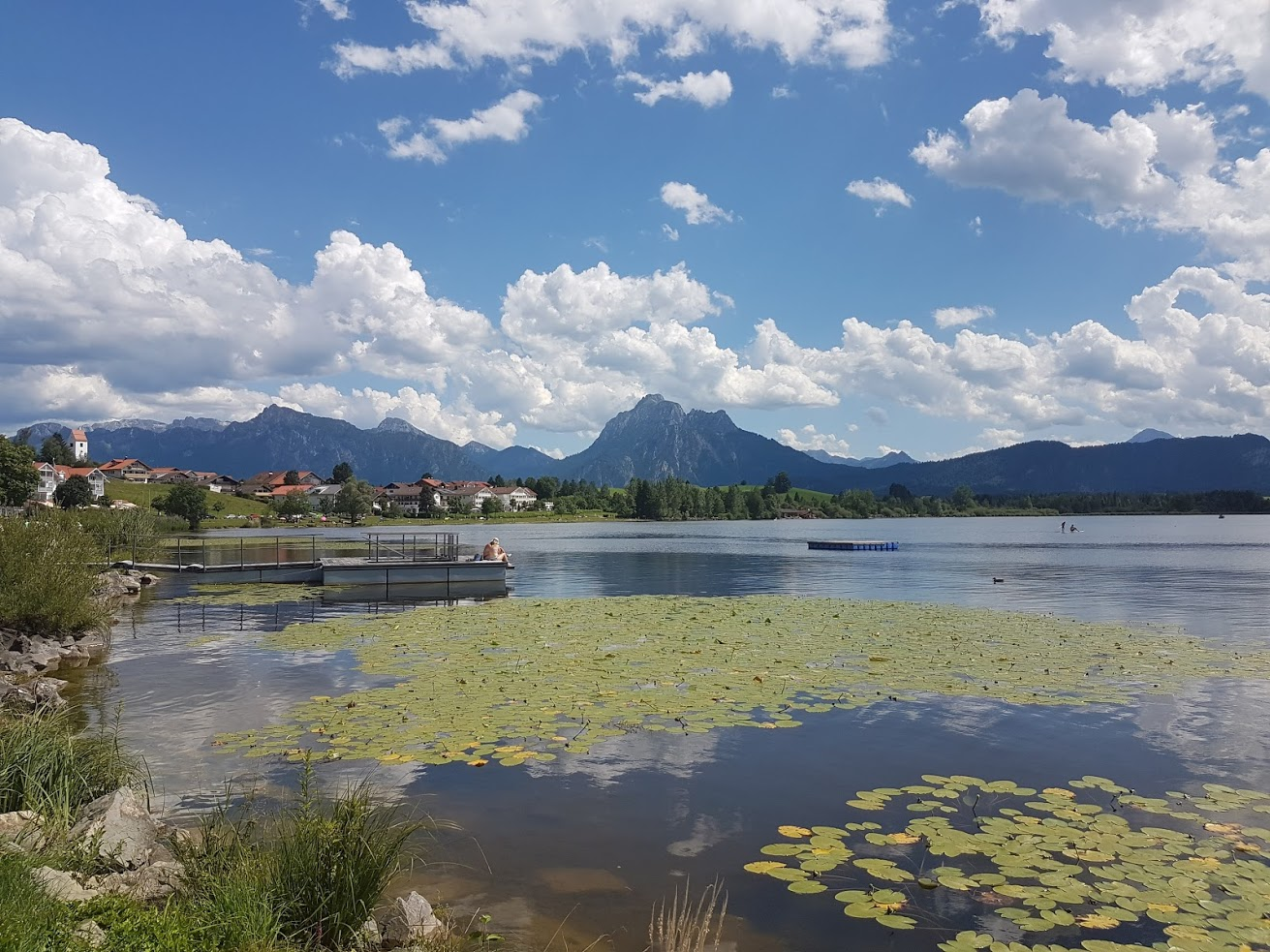
Hopfensee: Blick vom Nordufer auf Hopfen am See mit den Ammergauer Alpen im Hintergrund und Schwimmblattvegetation (Gelbe Teichrose) im Vordergrund (Sommer 2017)

Der Hopfensee ist ein maximal 2,1 Kilometer langer See mit einer Fläche von 1,94 Quadratkilometern nordwestlich von Füssen im Landkreis Ostallgäu, Bayerisch Schwaben, Bayern. Er gehört mit seiner gesamten Fläche zum Stadtgebiet Füssens, grenzt mit seinem Westufer jedoch an die Gemeinde Hopferau. Der Hopfensee weist ein Volumen von 8,98 Mio. m³ auf. Er entwässert nach Süden über die Hopfensee-Ach, die nach einem Knick nach Osten in den Forggensee mündet.

## Geologie

### Naturräumliche Gliederung
Der Voralpensee liegt in der naturräumlichen Haupteinheit Voralpines Moor- und Hügelland und der Naturraum-Einheit Lech-Vorberge.

### Geomorphologie
Der See befindet sich in der Füssener Alpenrandbucht. Im Norden begrenzen Flyschberge das Gewässer und im Westen die Drumlins des Grundmoränenhügellandes. Der Hopfensee stellt ein Relikt der nordwestlichen Bucht des spätglazial gebildeten Füssener Sees dar, der in Folge des Abschmelzprozesses des Lechvorlandgletschers das Füssener Becken füllte.

## Geschichte
Der mit maximal 10,4 Metern Wassertiefe flache und ungeschichtete Voralpensee wurde während der Würmeiszeit durch den Lechtalgletscher gebildet. Zu dieser Zeit beherrschte der große Füssener See den gesamten Lechraum vor den Alpen. Der Hopfensee ist ein übriggebliebener Teil davon, westlich des heutigen Forggensees gelegen und dessen paralleles Gegenüber zum Bannwaldsee.

## Sport und Freizeit
Der Hopfensee ist ein ganzjährig beliebtes Ferien- und Freizeitziel. Touristisch erschlossen ist hauptsächlich das Nordostufer durch den Kurort Hopfen am See. Am Ostufer liegt ein Campingplatz, das Südufer ist verschilft. Neben dem Baden, das wegen der guten Erwärmung bereits ab Ende Mai möglich ist, ist auf dem See auch das Fahren mit Ruder- und Tretbooten möglich, ebenso Segeln, Windsurfen und Kitesurfen. Der Voralpensee wird aufgrund seiner landschaftlich schönen Lage auch als Schwäbische Riviera bezeichnet.

## Ökologie

### Flora
Ausgedehnte Schilfröhrichtgürtel und Schwimmblattpflanzen aus Gelber Teichrose bilden über weite Teile die Uferzone. Mit Ausnahme des Ostufers ist die typische Ufervegetation gesetzlich geschützt (§ 30 Bundesnaturschutzgesetz gesetzlich geschützte Biotope). Das Südufer des Sees geht in kalkreiche Niedermoorstandorte über, welche von der Füssener Achen und der Hopfensee-Achen durchflossen werden.

### Schutzgebiete
- Landschaftsschutzgebiet Forggensee und benachbarte Seen (5.806 Hektar)[7]
- FFH-Gebiet Kalktuffquellsümpfe und Niedermoore im Ostallgäu am Südufer des Hopfensees (110 Hektar)[6]

## Trivia
Ein Bild des Hopfensees wurde von Microsoft für Windows 7 als eines der Desktop-Hintergrundbilder der deutschen Ausgabe verwendet.